# (100694) 1997 YH11
(100694) 1997 YH11 es un asteroide perteneciente al cinturón de asteroides descubierto el 21 de diciembre de 1997 por el equipo del Beijing Schmidt CCD Asteroid Program desde la Estación Xinglong, Hebei, China.

## Designación y nombre
Designado provisionalmente como 1997 YH11.

## Características orbitales
1997 YH11 está situado a una distancia media del Sol de 2,597 ua, pudiendo alejarse hasta 3,159 ua y acercarse hasta 2,034 ua. Su excentricidad es 0,216 y la inclinación orbital 3,577 grados. Emplea 1528,72 días en completar una órbita alrededor del Sol.

## Características físicas
La magnitud absoluta de 1997 YH11 es 15,4. 